# Бялски окръг
Бялски окръг (на полски: Powiat bialski) е окръг в Източна Полша, Люблинско войводство. Заема площ от 2754,26 км2. Административен център е град Бяла Подляска, който не е част от окръга.

## География
Окръгът се намира в историческия регион Полесия. Разположен е в североизточната част на войводството.

## Население
Населението на окръга възлиза на 114 052 души (2012 г.). Гъстотата е 41 души/км2.

## Административно деление
Административно окръгът е разделен на 19 общини.
Градски общини:
- Мендзижец Подляски
- Тереспол

Селски общини:
- Община Бяла Подляска
- Община Вишнице
- Община Дрельов
- Община Залеше
- Община Коден
- Община Константинов
- Община Лешна Подляска
- Община Ломази
- Община Мендзижец Подляски
- Община Пишчац
- Община Рокитно
- Община Россош
- Община Славатиче
- Община Сосновка
- Община Тереспол
- Община Тучна
- Община Янов Подляски

## Фотогалерия
- Мендзижец Подляски
- Тереспол